# Макавао
Макавао (гав. Makawao) — статистически обособленная местность в округе Мауи (штат Гавайи, США). Поселение расположено на обрабатываемом северо-восточном склоне Халеакала в восточной части острова Мауи, известен как «внутриостровной» центр земель, где главным образом преобладает сельское хозяйство и ранчо.

## География
Согласно Бюро переписи населения США статистически обособленная местность Макавао имеет общую площадь 9 квадратных километров суши.

## Демография
По данным переписи населения за 2000 год в Макавао проживало 6327 человек, насчитывалось 2151 домашнее хозяйство, 1565 семей и 2222 жилых дома. Средняя плотность населения составляла около 523,1 человек на один квадратный километр.
Расовый состав Макавао по данным переписи распределился следующим образом: 40,54 % белых, 0,32 % — чёрных или афроамериканцев, 0,55 % — коренных американцев, 17,04 % — азиатов, 8,74 % — коренных жителей тихоокеанских островов, 31,25 % — представителей смешанных рас, 1,56 % — других народностей. Испаноговорящие составили 11,93 % населения.
Из 2151 домашних хозяйств в 41,4 % — воспитывали детей в возрасте до 18 лет, 51,7 % представляли собой совместно проживающие супружеские пары, в 14,8 % семей женщины проживали без мужей, 27,2 % не имели семьи. 17,6 % от общего числа семей на момент переписи жили самостоятельно, при этом 4,6 % составили одинокие пожилые люди в возрасте 65 лет и старше. В среднем домашнее хозяйство ведут 2,94 человек, а средний размер семьи — 3,34 человек.
Население Макавао по возрастному диапазону (данные переписи 2000 года) распределилось следующим образом: 29,6 % — жители младше 18 лет, 7,9 % — между 18 и 24 годами, 32 % — от 25 до 44 лет, 23,4 % — от 45 до 64 лет и 7,2 % — в возрасте 65 лет и старше. Средний возраст жителей составил 35 лет. На каждые 100 женщин приходилось 99,5 мужчин, при этом на каждые сто женщин 18 лет и старше приходилось 93,2 мужчин также старше 18 лет.

## Экономика
Средний доход на одно домашнее хозяйство Макавао составил 46 681 долларов США, а средний доход на одну семью — 50 145 доллар. При этом мужчины имели средний доход в 32 917 долларов в год против 26 955 долларов среднегодового дохода у женщин. Доход на душу населения составил 18 776 долларов в год. 7,4 % от всего числа семей в местности и 9,6 % от всей численности населения находилось на момент переписи за чертой бедности, при этом 10,7 % из них были моложе 18 лет и 9,7 % — в возрасте 65 лет и старше.